# Wambrechies
Wambrechies é uma comuna francesa na região administrativa de Altos da França, no departamento do Norte. Estende-se por uma área de 16 km². Em 2010 a comuna tinha 10 962 habitantes (densidade: 685,1 hab./km²).